# Capasa temperata
Capasa temperata är en fjärilsart som beskrevs av Louis Beethoven Prout 1925. Capasa temperata ingår i släktet Capasa och familjen mätare. Inga underarter finns listade i Catalogue of Life.